# Großsteingrab Havängsdösen

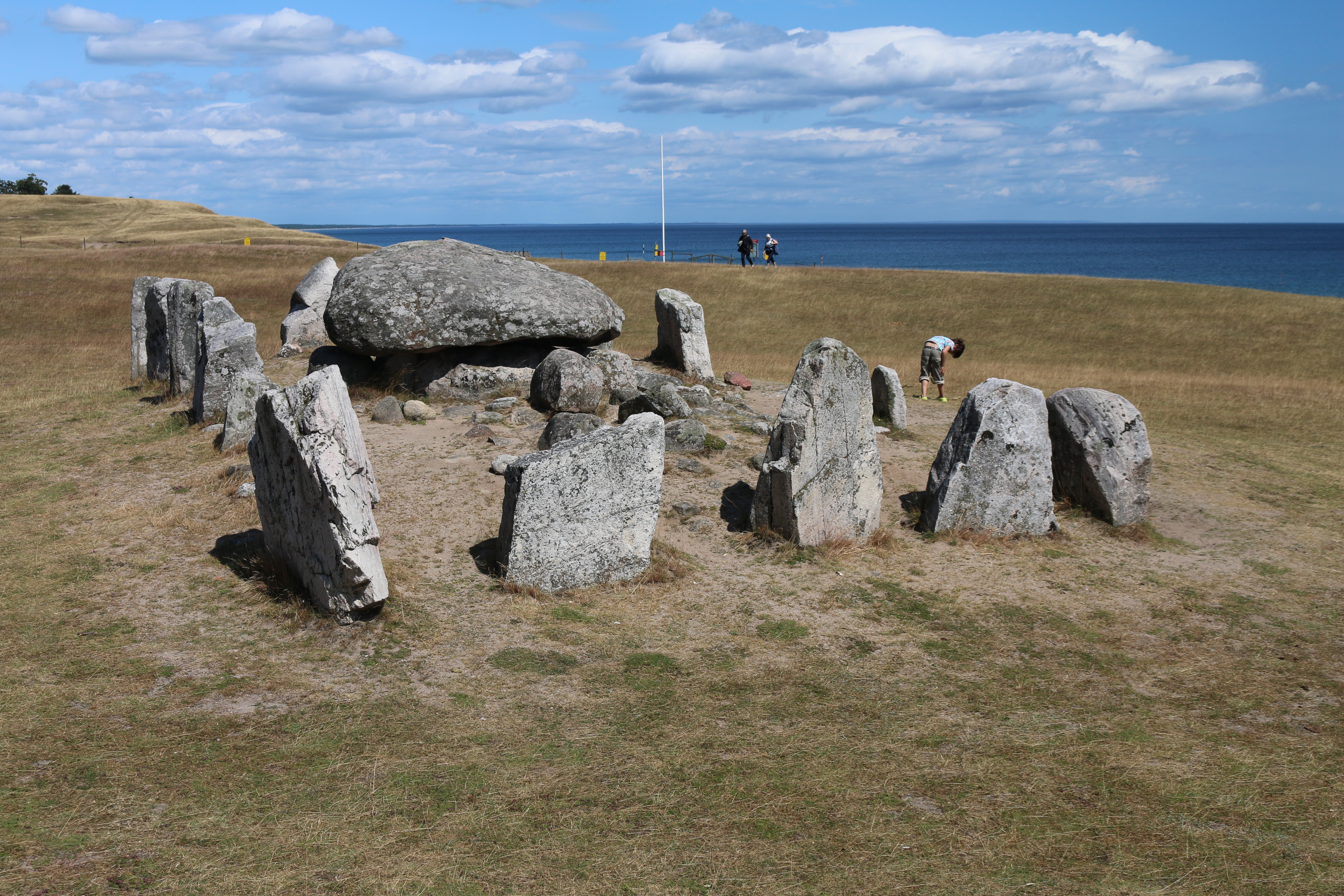
Havängsdösen

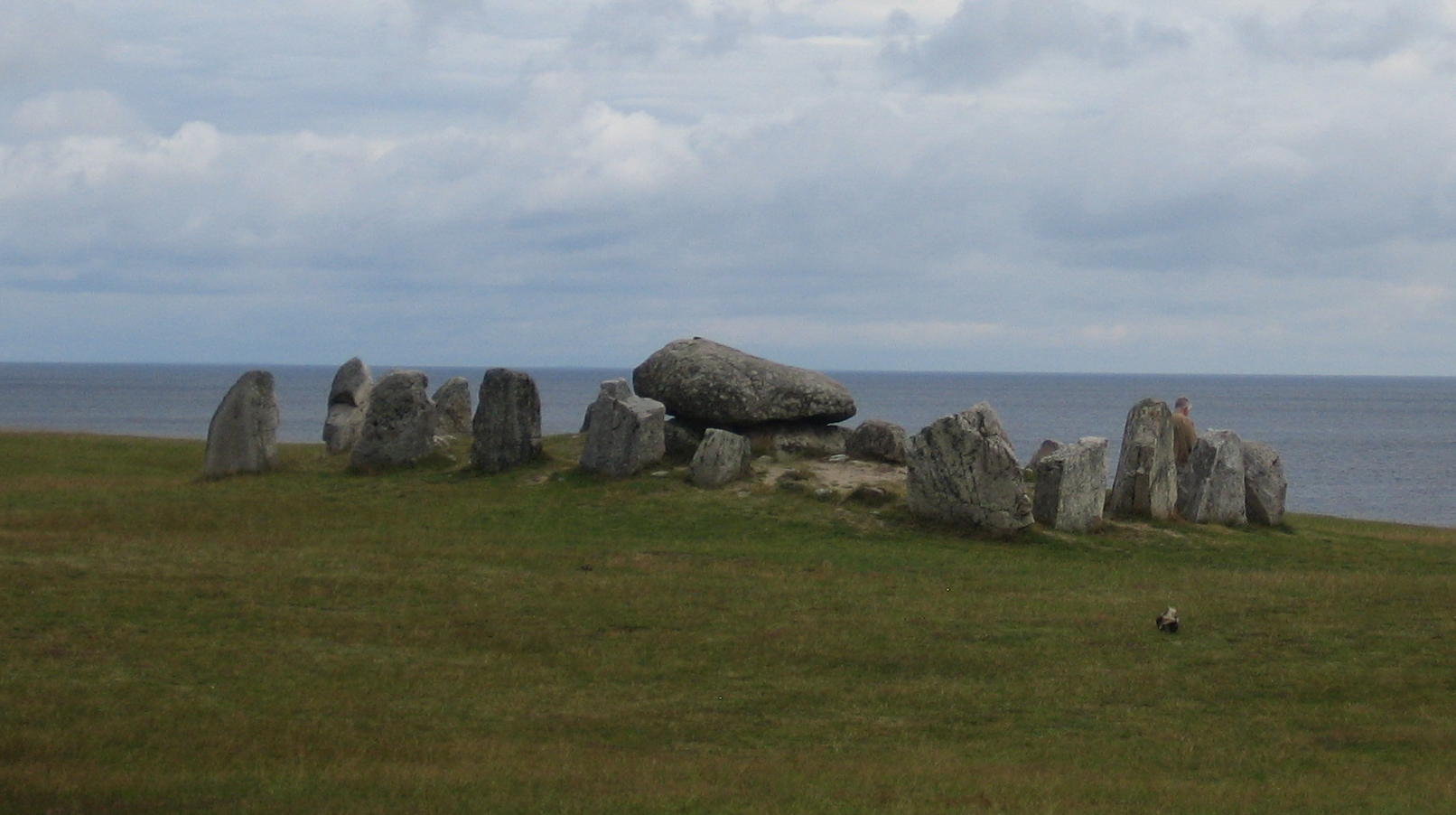
Havängsdösen

Das Großsteingrab Havängsdösen ist ein Dolmen (schwedisch dös). Er liegt bei Ravlunda, unmittelbar am Strand der Ostsee in der schwedischen Provinz Skåne län und ist einer von über 50 Dolmen in Schonen. Er entstand zwischen 3500 und 2800 v. Chr. als Megalithanlage der Trichterbecherkultur (TBK). Neolithische Monumente sind Ausdruck der Kultur und Ideologie neolithischer Gesellschaften. Ihre Entstehung und Funktion gelten als Kennzeichen der sozialen Entwicklung.

## Beschreibung
Der etwa 5000 Jahre alte Dolmen aus der Jungsteinzeit wurde Anfang des 19. Jahrhunderts während eines heftigen Unwetters freigelegt. Er ist von einer exakt rechteckigen Steinsetzung (Hünenbett) aus 16 weit auseinander stehenden Steinen mit Höhen zwischen 0,6 und 2,0 m umgeben, die etwa eine Größe von 60 m² erreicht. Die kleine Kammer ist nur 1,65 m lang und 0,5 m breit. Ein Deckstein von 2,7 × 2,0 m bedeckt die nach Osten geöffnete Kammer.
Bei den Ausgrabungen im Jahre 1869 wurden Skelettreste und eine Feuersteinaxt der TBK gefunden.

## Beschädigung
Im Sommer 2015 nutzte ein Unbekannter das Steinzeitgrab als Grillplatz, durch die Hitze riss der Deckstein. Seitdem wird befürchtet, dass z. B. ein Gewitter oder starker Frost zur vollständigen Zerstörung des Kulturdenkmals führen kann.